# Diane d’Orléans

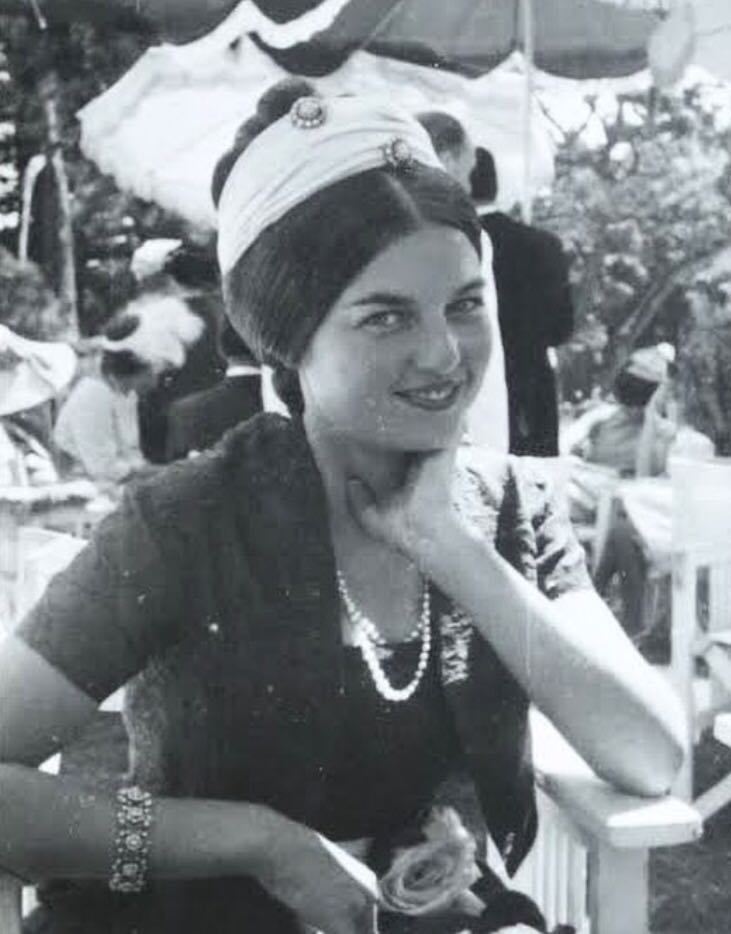
Diane d’Orléans (1964)

Diane d’Orléans (ur. 24 marca 1940, w Petrópolis) – artystka i pisarka francuska i niemiecka. 
Córka orleańskiego pretendenta do tronu Francji Henriego de Orléans i Isabelle d’Orléans-Bragance, córki Piotra de Alcântara Brazylijskiego. 
Jej kariera artystyczna rozpoczęła się w 1954 roku zaczęła tworzyć rzeźby w drewnie, witraże. 18 czerwca 1960 roku wyszła za mąż za księcia Karola Wirtemberskiego. Para ma sześcioro dzieci:
- Friedrich (ur. 1961), męża Wilhelminy Marii zu Wied,
- Mathilde (ur. 1962), żonę Ericha von Waldburg zu Zeil und Trauchburg,
- Eberharda (ur. 1963), męża Lucii Désirée Copf,
- Philippa (ur. 1964), męża Marii Karoliny Wittelsbach (córki Maxa Emanuela Wittelsbacha),
- Michael (ur. 1965), męża Julii Storz,
- Eleonore Fleur (ur. 1977), żonę Moritza von Goess

Po przerwie spowodowanej chorobą od 1971 roku namalowała około 80 obrazów. Z wystawami swoich prac podróżowała po całym świecie. Promuje również młode talenty, organizując wystawy prac młodych artystów na terenie pałacu Altshausen. Założyła również dwie fundacje: niemiecką wspierającą młodzież oraz francuską zajmującą się opieką nad dziećmi z krajów trzeciego świata. W 1999 roku odbyła pielgrzymkę drogą św. Jakuba do Santiago de Compostela. Od tego czasu jest patronką projektu opieki nad infrastrukturą drogi św. Jakuba. Artystami jest również kilkoro z jej rodzeństwa np. siostra Anne.